# Sharlot
 (mars 2021).
La mise en forme du texte ne suit pas les recommandations de Wikipédia : il faut le « wikifier ».
Les points d'amélioration suivants sont les cas les plus fréquents :
- Les titres sont pré-formatés par le logiciel. Ils ne sont ni en capitales, ni en gras.
- Le texte ne doit pas être écrit en capitales (les noms de famille non plus), ni en gras, ni en italique, ni en « petit »…
- Le gras n'est utilisé que pour surligner le titre de l'article dans l'introduction, une seule fois.
- L'italique est rarement utilisé : mots en langue étrangère, titres d'œuvres, noms de bateaux, etc.
- Les citations ne sont pas en italique mais en corps de texte normal. Elles sont entourées par des guillemets français : « et ».
- Les listes à puces sont à éviter, des paragraphes rédigés étant largement préférés. Les tableaux sont à réserver à la présentation de données structurées (résultats, etc.).
- Les appels de note de bas de page (petits chiffres en exposant, introduits par l'outil «  Source ») sont à placer entre la fin de phrase et le point final[comme ça].
- Les liens internes (vers d'autres articles de Wikipédia) sont à choisir avec parcimonie. Créez des liens vers des articles approfondissant le sujet. Les termes génériques sans rapport avec le sujet sont à éviter, ainsi que les répétitions de liens vers un même terme.
- Les liens externes sont à placer uniquement dans une section « Liens externes », à la fin de l'article. Ces liens sont à choisir avec parcimonie suivant les règles définies. Si un lien sert de source à l'article, son insertion dans le texte est à faire par les notes de bas de page.
- La présentation des références doit suivre les conventions bibliographiques. Il est recommandé d'utiliser les modèles {{Ouvrage}}, {{Chapitre}}, {{Article}}, {{Lien web}} et/ou {{Bibliographie}}. Le mode d'édition visuel peut mettre en forme automatiquement les références.
- Insérer une infobox (cadre d'informations à droite) n'est pas obligatoire pour parachever la mise en page.

Pour une aide détaillée, merci de consulter Aide:Wikification.
Si vous pensez que ces points ont été résolus, vous pouvez retirer ce bandeau et améliorer la mise en forme d'un autre article.
Edward Valerievich Charlotte, dit Sharlot, né le 7 février 1998 à Samara, dans l'oblast de Samara en Russie, est un musicien, chanteur et auteur-compositeur russe.

## Biographie
Edward Charlotte est né le 7 février 1998 à Samara. Il a grandi dans une famille monoparentale avec son frère jumeau Vitaly. Ses parents ont divorcé quand il avait cinq ans et son père Valery Vladimirovich a pris en charge toute son éducation. Durant son enfance, sur l'insistance de son père, Sharlot entre dans une école de musique, où il maîtrise rapidement le solfège et joue de divers instruments de musique.
Adolescent, il commence à écrire sa propre musique et à jouer du clavier dans le groupe Captain Korkin. En 2015, avec des amis d'école, il fonde son propre groupe "The Way of Pioneers". Le collectif joue principalement de la musique rock. À l'âge de 16 ans, il crée sa première chaîne YouTube et commence à y poster des reprises de chansons des Beatles (son groupe préféré), Three Days Grace, Muse, Green Day, etc., mais aussi des performances de son propre groupe.
Sharlot commence à gagner en popularité avec des reprises de chansons du groupe populaire Dirty Molly. Kirill Bledny a apprécié ces reprises et les a postées sur sa page personnelle.
Depuis 2017, Sharlot collabore avec le label Jam avec lequel il sort ses premiers EP studio "Это наш мир" et "Ах, я счастлив", ainsi qu'un clip pour la chanson Нити дев.
En 2019, l'EP de Sharlot Буду спать или нет? est enregistré avec le label Sony Music. La même année, Sharlot participe à la deuxième saison de l'émission télévisée Песни на ТНТ, où il n'atteint pas la finale, perdant contre d'autres prétendants. À partir de ce moment, sa popularité est montée en flèche. Le 6 septembre 2019, Sharlot sort son premier album studio à part entière "Навечно Молодой" avec Sony Music, et génère des millions d'écoutes sur le réseau social VKontakte. La chanson "Щека на щеку" devient le hit principal de l'interprète. Après la sortie du disque, Sharlot publie les singles "В кровать тебя хочу" et "Зимняя метель", ainsi que les clips de ces chansons ,.
Sharlot est diplômé de l'Institut national de la culture de Samara en 2019 .
En octobre 2019, Sharlot passe dans l'émission télévisée Вечерний Ургант avec la chanson "Щека на щеку", et Ivan Urgant y annonce une tournée de l'interprète dans des villes de Russie . Le même mois, le premier concert solo du musicien a lieu dans le club moscovite "16 тонн" .
Fin 2019, avec Tosya Chaikina, il sort la chanson "Я буду тебя греть", qui figure dans l'album de l'artiste "Сделано в айфон".
En janvier 2020, une publicité pour MegaFon avec la participation de Sharlot est publiée, ce qui augmente encore sa popularité.
Le 8 mars 2020, il sort un clip vidéo pour le single "Малышка", écrit en collaboration avec Morgenstern.
Le 1er juin 2020, le nouvel album de Charlotte "Рождённый в аду" paraît, enregistré avec le label Sony Music,. La sortie du disque est précédée d'un conflit entre l'artiste et le label, résolu avec succès. Pourtant, Sharlot a indiqué son intention de poursuivre son chemin créatif sans le label.

## Discographie

### Albums studio
| Année | Nom                                      |
| ----- | ---------------------------------------- |
| 2019  | "Навечно молодой" (Jeune pour toujours)  |
| 2020  | "Рождённый в аду" (Né en enfer)          |
| 2020  | "Руммейт" (Fouiller), "Прощальный вальс" |

### EP
| Année | Nom                                                |
| ----- | -------------------------------------------------- |
| 2017  | "Это наш мир" (C'est notre monde)                  |
| 2018  | "Ах, я счастлив" (Ah, je suis content)             |
| 2019  | "Буду спать или нет?" (Vais-je réussir à dormir ?) |